# Бојана Радуловић
Бојана Радуловић (23. март 1973, Суботица, СФРЈ) бивша је мађарска рукометашица, репрезентативка Југославије и Мађарске, српског порекла. Играла је на позицији десног бека.

## Спортска биографија
Бојана Радуловић је своју професионалну играчку каријеру започела у Сомбору, а нешто касније је прешла у Раднички из Београда, где је исказала своје могућности и постала позната широј јавности. Током играња у Радничком добила је позив да игра за репрезентацију Југославије.
Из Радничког одлази у Шпанију где наступа за валенсијски рукометни клуб Мар Валенсија. После кратког боравка у Шпанији, одлази у Мађарску где потписује за Каола СЕ, клуб из Залаегерсега.
У Залаегерсегу се не задржава пуно већ 1995. године одлази у Дунаујварош где почиње да игра клуб са много амбиција РК Дунафер.
После светког рукометног првенства о 1999. године, одржаног у Данској и Норвешкој, Бојани, која је до тада играла за Југославију, се указала шанса да узме мађарско држављанство и да игра за Мађарску. За Југословенску репрезентацију је до тада одиграла 70 утакмица.
Прву утакмицу за Мађарску је одиграла 25. јула 2000. године против Француске.
Са репрезентацијом Мађарске Бојана је на Олимпијским играма у Сиднеју освојила сребрну медаљу. Била је једна од најбољих играчица олимпијског рукометног турнира и изабрана је у Олстар тим, на позицији најбољег десног пуцача.
После олимпијских играра, паузирала је годину и по дана због повреде колена и рођења детета. После поновног активирања опет наступа за мађарску репрезентацију, овај пут на светском рукометном првенству 2003. године одржаном у Хрватској. На овом првенству Мађарска је освојила друго место иза Француске а Бојана осваја титулу најбољег стрелца првенства са постигнутих 97 голова у 10 утакмица и опет је изабрана у Олстар тим првенства.
Бојана је још са мађарском репрезентацијом учествовала на првенству 2004. године у Атини, где је опет била најбољи стрелац првенства и такође 2004. године на европском првенству одржаном у Мађарској. На првенству у Мађарској Бојана Радуловић је опет била најбољи стрелац првенства и са репрезентацијом је опет освојила медаљу, овај пут бронзану.
После ових успеха и 69 наступа за репрезентацију Мађарске, Бојана је одлучила да се опрости од репрезентације.
Од јула 2006. године игра за мађарски рукометни клуб из Ђера Ђер Ауди ЕТО КЧ (Győri Audi ETO KC).

## Успеси

### Репрезентација
- Сребрна медаља са олимпијских игара (2000)
- Пето место на Олимпијским играма (2004)
- Сребрна медаља са светског првенства (2003)
- Шесто место на светском првенству (2001)
- Бронзана медаља са Европског првенства (2004)

### Кубски ниво
- Победник Лиге шампиона (1999)
- Победник ЕХФ купа (1998)
- Победник мађарског Суперкупа (1999)
- Шампион Мађарске (1998, 1999, 2003, 2004)
- Освајач мађарског Купа (1998, 1999, 2000, 2002, 2004, 2007)

### Лични успеси
- Краљица стрелаца Мађарске (1995)
- ИХФ играчица године (2000, 2003)
- Краљица стрелаца светског првенства (2003)
- Краљица стрелаца олимпијског такмичења (2004)
- Краљица стрелаца европског првенства (2004)
- Члан олстар тима на олимпијским играма (2000)
- Члан олстар тима на светском првенству (2003)
- Најбоља играчица Мађарске - МВП (2000, 2004)